# Les Ancizes-Comps

Les Ancizes-Comps este o comună în departamentul Puy-de-Dôme, Franța. În 1 ianuarie 2022 avea o populație de 1.714 de locuitori.